# Cunard Motor & Carriage Company
La Cunard Motor & Carriage Company fue un carrocero de vehículos británico, Fue fundado en Londres en 1911 y continuó en varias formas hasta la década de 1960s.

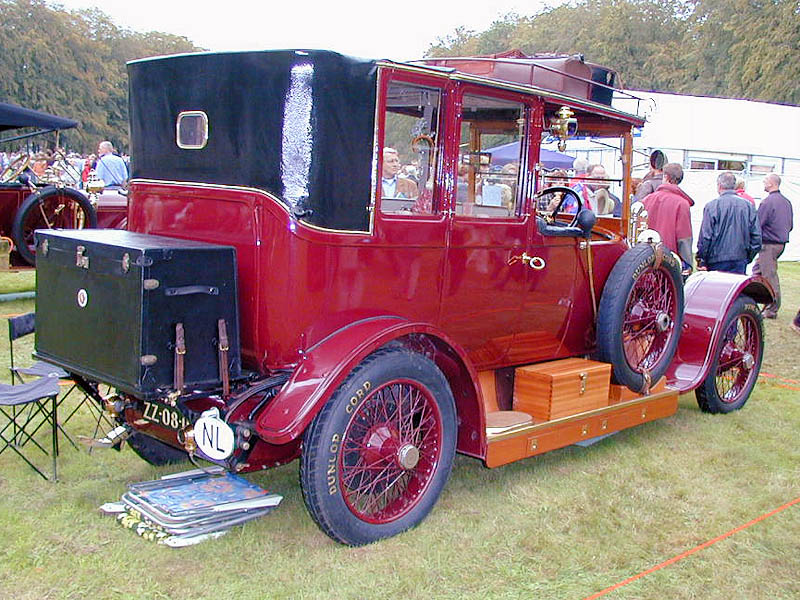
Vista trasera del GG 26 CV.

## Con Napier & Son
El principal cliente de las carrocerías fue Napier & Son y desde su fábrica en Lower Richmond Road, Londres, el SW15 Cunard proporcionó una gama de carrocerías para adaptarse a los chasis de Napier, Poco después de su formación, Cunard se convirtió en una subsidiaria de Napier y actuó como su carrocero interno, pero continuó suministrando carrocerías a otras empresas.
En 1924, Napier dejó de fabricar automóviles y el negocio de Cunard se vendió a Weymann Motor Bodies Ltd que buscaba locales en los que construir su gama de carrocerías. Se eliminó el nombre de Cunard. 

## Con Weymann Motors

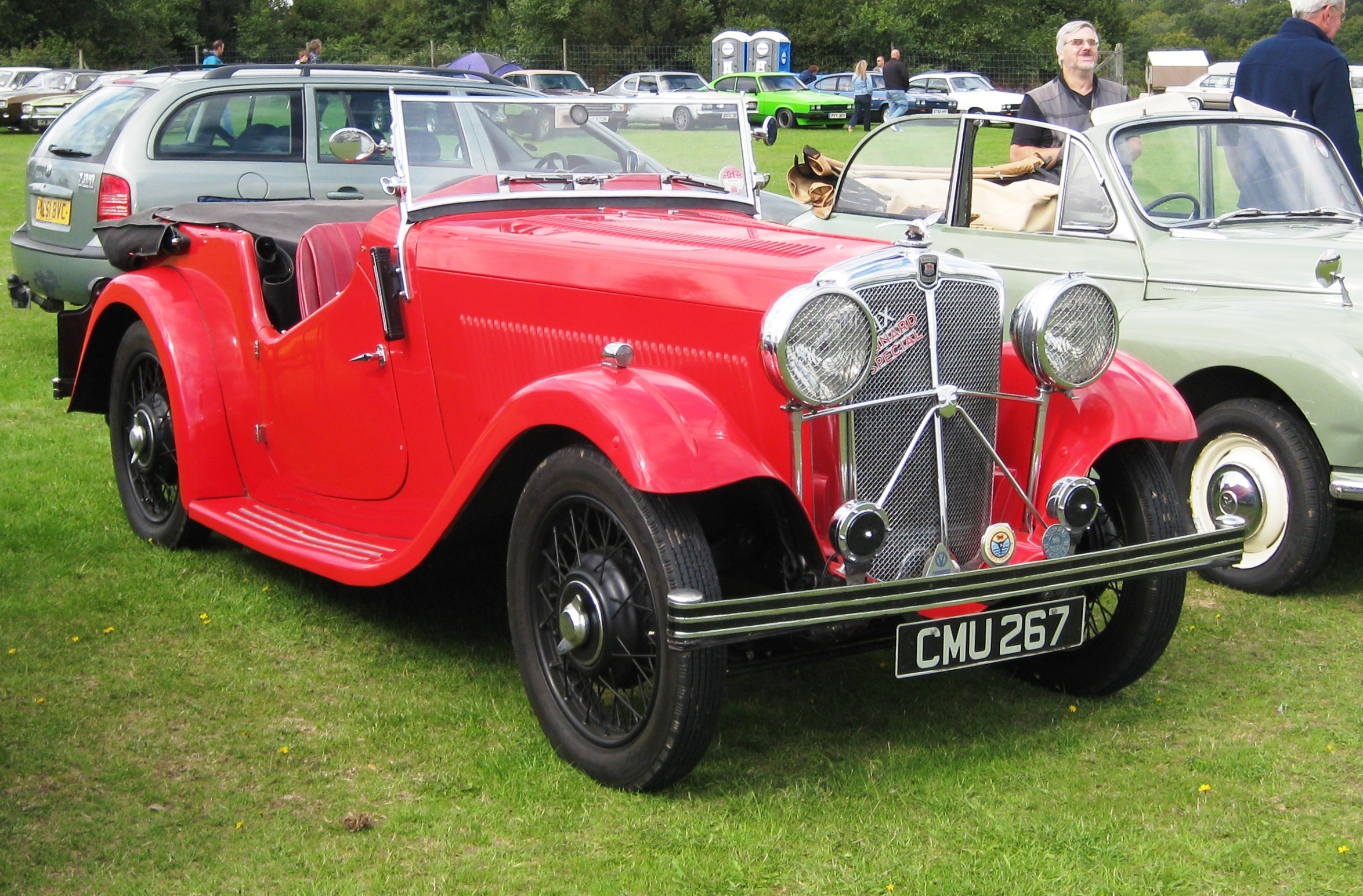
Morris Ten-Six modificado por Cunard.

El nombre fue revivido en 1930 por un ex director gerente de Cunard, R. I. Musselwhite y V.E. Freestone de otro conocido carrocero Thrupp & Maberly. Se abrieron nuevas instalaciones en Acton, en el oeste de Londres. En 1931, después de que solo se hubieran fabricado unas pocas carrocerías, el agente londinense de los automóviles Morris compró la empresa, Stewart y Arden, y tanto Musselwhite como Freestone se fueron. La producción ahora se concentró en una gama de carrocerías estándar para Morris, Rover y Wolseley (especialmente el modelo Hornet).
Con el declive en el negocio de carrocerías especializadas a medida que los fabricantes de automóviles recurrían cada vez más a las carrocerías de acero prensado producidas en masa, Cunard pasó a las carrocerías de vehículos comerciales. El nombre se cambió a Cunard Commercial Carriage Company y se trasladó a Water Road Alperton Wembley en el norte de Londres, donde fue dirigido por el Sr. Freeman como gerente de obras y el Sr. Fred Winyard en general. El capataz general de control era el Sr. Ron Greensheilds. A principios de los años 60, se modificaron varios Morris Minis bajando la suspensión, la altura del techo y reemplazando todo el vidrio con metacrilato. La compañía continuó hasta finales de la década de 1960.